# Rivière Saguenay
Der Rivière Saguenay (französisch) oder Saguenay River (englisch) ist ein Fluss in der kanadischen Provinz Québec. Der Name bedeutet in der Montagnais-Sprache „Wo das Wasser heraus kommt“.

## Flusslauf
Der Rivière Saguenay wird durch den Zusammenfluss der beiden Abflussarme des Lac Saint-Jean – La Grande Décharge und La Petite Décharge – östlich von Alma gebildet. Nach etwa 60 km mündet er bei Saint-Fulgence in den Fjord du Saguenay. Dieser wird üblicherweise dem Fluss Rivière Saguenay zugeschlagen, so dass die eigentliche Mündung in den Sankt-Lorenz-Strom bei Tadoussac liegt.
Sein Einzugsgebiet ist 88.000 km² groß. Seine mittlere Abflussmenge beträgt 1300 m³/s, sie kann aber bis 3000 m³/s steigen. Die 100 m Höhenunterschied zwischen dem Lac Saint-Jean und dem Fjord werden von mehreren Laufwasserkraftwerken genutzt. Die beiden rechten Nebenflüsse Rivière aux Sables und Rivière Chicoutimi entwässern den südlich von Saguenay gelegenen Stausee Lac Kénogami.

## Fjord du Saguenay
Der Fjord du Saguenay (oder kurz: Saguenay-Fjord) ist 100 km lang, bis zu 278 m tief und bis zu 3 km breit. Er mündet bei Tadoussac in den Sankt-Lorenz-Strom. Im westlichen Teil zweigt ein 10 km langer Arm nach Südwesten ab, die „Baie des Ha! Ha!“, in die der Rivière Ha! Ha! mündet. Der Springtidenhub ist 5,5 m an der Fjordmündung bei Tadoussac und 6,3 m im unteren Teil des Saguenay-Flusses bei Chicoutimi. Der Fjord und der Fluss sind bis Chicoutimi für Hochseeschiffe schiffbar. Die Durchmischung von kaltem Süß- und Salzwasser durch die Gezeiten macht die Fjordmündung zu einem wichtigen Nahrungsgebiet verschiedener Walarten, insbesondere für Weißwale.
Der Saguenay-Fjord ist Teil des Meeresparks Saguenay–Saint-Laurent (Parc marin du Saguenay–Saint-Laurent). Die Ufer des Fjords und die umliegenden Hügel bilden den Parc national du Fjord-du-Saguenay.

## Wasserkraftanlagen
Am Flusslauf befinden sich zwei Staudämme und zugehörige Wasserkraftwerke. Sie werden von Rio Tinto Alcan betrieben und liegen bei Jonquière auf gleicher Höhe.
- Barrage de Chute-à-Caron (⊙) mit 224 MW, seit 1931, 48,8 m Fallhöhe, maximaler Durchfluss 585 m³/s[5][6]
- Barrage Shipshaw (⊙) mit 896 MW, seit 1943, 12 Turbinen, 64 m Fallhöhe, maximaler Durchfluss 1645 m³/s[7][8]